# Dracaena singapurensis
Dracaena singapurensis är en sparrisväxtart som beskrevs av Henry Nicholas Ridley. Dracaena singapurensis ingår i släktet dracenor, och familjen sparrisväxter. Inga underarter finns listade i Catalogue of Life.